# Šimon Kočiš
Šimon Kočiš (1. října 1939 – 27. května 2008) byl slovenský fotbalový brankář. Je pohřben na evangelickém hřbitově v Trnavě.

## Hráčská kariéra
V československé lize chytal za Spartak Trnava (12.08.1964–26.08.1964). Tamtéž působil také ve II. lize a v sezoně 1963/64 se podílel na postupu do I. ligy.

### Prvoligová bilance
| Ročník          | Zápasy | Góly | Minuty | Nuly | Klub              |
| --------------- | ------ | ---- | ------ | ---- | ----------------- |
| I. liga 1964/65 | 2      | 0    | 116    | 0    | TJ Spartak Trnava |
| CELKEM I. LIGA  | 2      | 0    | 116    | 0    |                   |